# مک سنت
مک سِنِت (انگلیسی: Mack Sennett؛ ‏ ۱۷ ژانویهٔ ۱۸۸۰ – ۵ نوامبر ۱۹۶۰) یک بازیگر، کارگردان، تهیه‌کننده، فیلم‌نامه‌نویس، مجری، آهنگساز، مجری تلویزیون و فیلم‌بردار اهل ایالات متحده آمریکا و زاده کشور کانادا بود. وی بین سال‌های ۱۹۰۸ تا ۱۹۴۹ میلادی فعالیت می‌کرد.
مک سنت را مبتکر کمدی سبک اسلپ‌استیک در سینما می‌دانند. در دوران خودش به «سلطان کمدی» مشهور بود. فیلم کوتاهش با عنوان «نیزه‌ماهی مبارز» برندهٔ جایزهٔ اسکار بهترین فیلم کوتاه سال ۱۹۳۲ شد و خودش در سال ۱۹۳۷ یک جایزه اسکار افتخاری گرفت.

## زندگی
با نام میکال (یا مایکل) سینوت در دنویل، کبک کانادا زاده شد. فرزند خانوادهٔ ایرلندی کاتولیک مهاجر با پدری که در روستای تون‌شیپس شرقی آهنگر بود. وقتی میکال هفده ساله می‌شود خانواده به کنتیکت نقل‌مکان می‌کند.
خانواده مدتی را در نورتهامپتون، ماساچوست سر می‌کند و این‌جا، به‌نقل از زندگی‌نامهٔ خودنوشتش، جایی‌ست که سنت با دیدن یک نمایش وودویل به صحنهٔ تئاتر علاقه‌مند می‌شود. خودش ادعا کرده که محترم‌ترین وکیل و شهردار نورثهمپتون، کالوین کولیج (که بعدها رئیس‌جمهور آمریکا شد) و مادر خود سنت، تمام تلاش‌شان را کردند تا او را از تئاتر منصرف کنند.
در نیویورک سیتی، سنت تبدیل به بازیگر، خواننده، رقاص، دلقک، طراح صحنه و کارگردان استودیوی بیوگراف شد.
بزرگ‌ترین اتفاق در دورهٔ کار بازیگریش که دور از چشم‌ها مانده، این واقعیت است که مک سنت بین سال‌های ۱۹۱۱ تا ۱۹۱۳ یازده بار نقش شرلوک هولمز را بازی کرد. گرچه که همه‌شان پارودی بودند.

## استودیوهای کی‌استون
با سرمایهٔ مالی آدام کسل و چارلز او. بومن از نیویورک، سنت در ۱۹۱۲ استودیوی کی‌استون را در ادندال، کالیفرنیا (که حالا بخشی از اکو پارک است) پایه‌گذاری کرد. ساختمان اصلی استودیو که در واقع اولین صحنهٔ سرپوشیدهٔ فیلم‌سازی در تاریخ سینما است، هنوز همان‌جاست. بازیگران مهم فراوانی کارشان را با سنت شروع کردند. کسانی همچون چارلی چاپلین، میبل نورماند، فتی آربوکل، ریموند گریفیث، گلوریا سوانسون، فورد استرلینگ، اندی کلاید، چستر کانکلین، پالی مورن، لوئیز فازندا، بینگ کرازبی و دبلیو. سی. فیلدز.
کمدی اسلپ استیک سنت با تعقیب‌های دیوانه‌وار ماشین‌ها و جنگ با پرتاب پای به یکدیگر شناخته می‌شود. اولین کمدین او میبل نورماند بود که تبدیل به ستارهٔ بزرگی شد. (و با سنت رابطهٔ خصوصی پرشروشوری داشتند)
در ۱۹۱۵ استودیو کی‌استون تبدیل به واحد مستقلی از شرکت فیلمسازی بلندپرواز مثلث شد. جایی که سنت به دو غول فیلمسازی آن زمان، د.و. گریفیث و توماس اینس پیوست.

## گزیدهٔ فیلم‌شناسی
- نیزه‌ماهی مبارز
- بانگی از ژرفنا
- شغل پرماجرای میبل
- قهرمان جدید میبل
- نفرین میبل
- زن‌ستیزان
- شات‌گان‌های لگدپران
- رفتار خودسرانه میبل
- مهمان ناخوانده هالیوود
- یک دیو روستایی
- آن حلقه کوچک طلا
- هنگامی که رؤیاها به حقیقت می‌پیوندند
- افسون‌شده
- یک قهرمان بی‌عرضه
- مجلس رقص خدمتکاران
- انجام داد و انجام نداد
- توله‌سگ شجاع چاقالو
- سقوط چاقالوی بی‌وفا
- شیخ اعرابی
- به‌دنبال لیزی استری
- کمی دل‌وجرئت
- خواهرزاده‌هایش
- قهقه‌های مینی و چاقالو
- آشنایی اتفاقی چاقالو
- روز یونس‌وار چاقالو
- عشق‌بازی زودگذر و بی‌پروای چاقالو
- بازدید میبل و چاقالو از نمایشگاه جهانی سان فرانسیسکو
- فراز و نشیب‌های آنان
- چاقالو پلیس می‌شود
- پیک‌نیک پیشخدمت
- پیت هیز
- او به شکار می‌رود
- زن‌ستیزان
- اشتباه یک لاس‌زن
- گرفتار در یک دودکش
- نور نمایانگر
- تاکسی مرگبار
- رئیس هیئت منصفه
- یک پخمه زبل
- آشفتگی عشقی هوگان
- دیوانه بازیگری
- شور و اشتیاق سه‌گانه
- تبهکاران
- آن گروه موسیقی رگتایم
- کمک! کمک! هاری!
- سند بدهکاری مورفی
- پسر مامان
- مصون در زندان
- شهبانوی کولی
- پلیس بنگفیل
- عشق، شرافت و سلوک
- فیلم جانی
- در چنگال تبهکاران
- میراث هافمایر
- یک عروسی کوچک بی‌سروصدا
- دو برادر
- در کالیفرنیای قدیم
- رام کردن زن سرکش
- پتک کشنده
- ضربه فنی
- محتکر گندم
- یک روز شلوغ
- مرد مال‌دوست
- ماشین‌سواری میبل، روز شلوغ میبل
- آوای وحش
- فریب
- ماجرای پرشور هالیوود
- شیطان
- قربانی
- پای چوبی
- در ایتالیای کوچک
- میان آتش و عشق
- تظاهر اجتماعی آنها
- کلاهبرداران دادگاه
- عشق، چپاول و تصادف
- کوپیدو در مطب دندان‌پزشکی
- رفیق شفیق او، بارون
- شورش
- رستاخیز
- یانکی دودل در برلین
- سالومه در برابر شنندوا
- مالی ئو